# Distretto di Cieszyn
Il distretto di Cieszyn (in polacco powiat cieszyński) è un distretto polacco appartenente al voivodato della Slesia.

## Geografia antropica

### Suddivisioni amministrative
Il distretto comprende 12 comuni.
- Comuni urbani: Cieszyn, Ustroń, Wisła
- Comuni urbano-rurali: Skoczów, Strumień
- Comuni rurali: Brenna, Chybie, Dębowiec, Goleszów, Hażlach, Istebna, Zebrzydowice